# Hranice na Moravě
Hranice na Moravě egy csehországi vasútállomás, Hranice városban, a központtól északra.

## Nemzetközi vonatok
| Járat                                   | Útvonal | Gyakoriság        |
| --------------------------------------- | --- | ----------------- |
| Báthory EuroCity                        | Budapest-Nyugati – Vác – Nagymaros-Visegrád – Szob – Štúrovo – Nové Zámky – Bratislava hl.st. – Kúty – Břeclav – Hodonín – Staré Město – Otrokovice – Přerov – Hranice – Ostrava-Svinov – Ostrava hl.n. – Bohumín – Chałupki – Wodzisław Śląski – Rybnik – Tychy – Katowice – Sosnowiec Główny – Dąbrowa Górnicza – Zawiercie – Włoszczowa Północ – Opoczno Południe – Warszawa Zachodnia – Warszawa Centralna – Warszawa Wschodnia | Napi 1 pár        |
| Sobieski EuroCity                       | Gdynia Główna – Sopot – Gdańsk-Oliwa – Gdańsk Wrzeszcz – Gdańsk Główny – Tczew – Malbork – Iława Główna – Działdowo – Warszawa Wschodnia – Warszawa Centralna – Warszawa Zachodnia – Zawiercie – Dąbrowa Górnicza – Sosnowiec Główny – Katowice – Tychy – Pszczyna – Zebrzydowice – Bohumín – Ostrava hl.n. – Ostrava-Svinov – Hranice na Moravě – Přerov – Otrokovice – Staré Město u Uherského Hradiště – Hodonín – Břeclav – Wien Hbf | Napi 1 pár        |
| Polonia EuroCity                        | Warszawa Wschodnia – Warszawa Centralna – Warszawa Zachodnia – Zawiercie – Dąbrowa Górnicza – Sosnowiec Główny – Katowice – Tychy – Pszczyna – Zebrzydowice – Bohumín – Ostrava hl.n. – Ostrava-Svinov – Hranice na Moravě – Přerov – Otrokovice – Staré Město u Uherského Hradiště – Hodonín – Břeclav – Wien Hbf | Napi 1 pár        |
| Cracovia EuroCity                       | Kraków Główny – Oświęcim – Brzeszcze Jawiszowice – Czechowice-Dziedzice – Bohumín – Ostrava hl.n. – Ostrava-Svinov – Hranice na Moravě – Olomouc hl.n. – Zábřeh na Moravě – Česká Třebová – Ústí nad Orlicí město – Pardubice hl.n. – Kolín – Praha-Libeň – Praha hl.n. | Napi 1 pár        |
|                                         | Praha hl.n. – Pardubice hl.n. – Zábřeh na Moravě – Olomouc hl.n. – Hranice na Moravě – Ostrava-Svinov – Ostrava hl.n. – Havířov – Český Těšín – Třinec centrum – Návsí – Čadca (Csaca) – Žilina (Zsolna) – Vrútky (Ruttka) – Ružomberok (Rózsahegy) – Liptovský Mikuláš (Liptószentmiklós) – Štrba (Csorba) – Poprad-Tatry (Poprád) – Spišská Nová Ves (Igló) – Margecany (Margitfalva) – Kysak (Sároskőszeg) – Košice (Kassa) | Napi 1-2 pár      |
| Bohemia EuroNight                       | Praha hl.n. – (Kolín →) Pardubice hl.n. – Česká Třebová – Olomouc hl.n. (← Hranice na Moravě ← Suchdol nad Odrou ← Studénka) – Ostrava-Svinov – Ostrava hl.n. – Bohumín – Karviná hl.n. – Český Těšín – Třinec – Žilina (Zsolna) – Vrútky (Ruttka) – Kraľovany (Kralován) – Ružomberok (Rózsahegy) – Liptovský Mikuláš (Liptószentmiklós) – Štrba (Csorba) – Poprad-Tatry (Poprád) – Spišská Nová Ves (Igló) – Margecany (Margitfalva) – Kysak (Sároskőszeg) – Košice (Kassa) – (Trebišov (Tőketerebes) – Bánovce nad Ondavou (Bánóc) – Michalovce (Nagymihály) – Strážske (Őrmező) – Humenné (Homonna)) | Napi 1 Prága felé |
| Praha EuroCity Porta Moravica InterCity | Warszawa Wschodnia – Warszawa Centralna – Warszawa Zachodnia – Opoczno Poludniowe – Zawiercie – Dąbrowa Górnicza – Sosnowiec Główny – Katowice – Tychy – Rybnik – Wodzisław Śląski – Chałupki – Bohumín – Ostrava hl.n. – Ostrava-Svinov – Hranice na Moravě – Olomouc hl.n. – Zábřeh na Moravě – Česká Třebová – Ústí nad Orlicí město – Pardubice hl.n. – Kolín – Praha-Libeň – Praha hl.n. | Napi 2 pár        |

## Vasútvonalak
Az állomást az alábbi vasútvonalak érintik:
- Česká Třebová–Přerov–Bohumín-vasútvonal
- Hranice na Moravě–Púchov-vasútvonal

## Szomszédos állomások
A vasútállomáshoz az alábbi állomások vannak a legközelebb:
- Drahotuše (Česká Třebová, Česká Třebová–Přerov–Bohumín-vasútvonal)
- Bělotín (Bohumín, Česká Třebová–Přerov–Bohumín-vasútvonal)
- Hranice na Moravě město (Train station in Púchov, Hranice na Moravě–Púchov-vasútvonal)

## Fordítás
- Ez a szócikk részben vagy egészben  a   Hranice (stacja kolejowa) című lengyel Wikipédia-szócikk fordításán alapul.  Az eredeti cikk szerkesztőit annak laptörténete sorolja fel. Ez a jelzés csupán a megfogalmazás eredetét és a szerzői jogokat jelzi, nem szolgál a cikkben szereplő információk forrásmegjelöléseként.